# Sinfonia n. 5 (Sibelius)
La Sinfonia n. 5 in Mi bemolle maggiore, Op. 82, di Jean Sibelius è una sinfonia in tre movimenti che normalmente dura circa 33 minuti.

## Storia

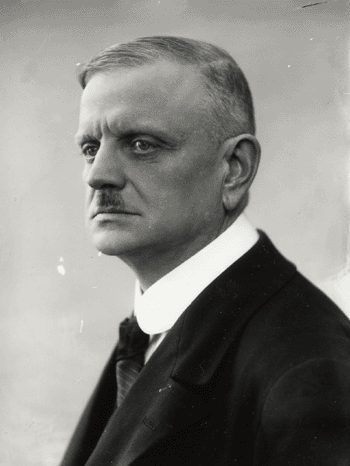
Jean Sibelius

Sibelius fu incaricato di scrivere questa sinfonia dal governo finlandese in onore del suo 50º compleanno, che era stato dichiarato festa nazionale. La sinfonia fu in origine composta nel 1915. Fu poi riveduta una prima volta nel 1916 e poi ancora nel 1919.
Durante la fase della composizione Sibelius scrisse nel suo diario: "È come se Dio Onnipotente avesse gettato tessere di un mosaico sul pavimento del cielo e mi avesse chiesto di scoprire quale fosse lo schema originale."
La versione originale fu eseguita per la prima volta da Sibelius stesso con la Helsinki Philharmonic Orchestra in occasione del suo 50º compleanno, l'8 dicembre 1915. La seconda versione (solo una parte della quale è sopravvissuta) fu eseguita dall'Orchestra del Turun Soitannollinen Seura a Turku esattamente un anno dopo . La versione finale, che oggi è la più comunemente eseguita, debuttò il 24 novembre 1919, sotto la direzione di Sibelius, alla testa della Helsinki Philharmonic Orchestra.
Gli anni 1910 furono un decennio di cambiamenti per la forma sinfonica, che esisteva da oltre un secolo. Nel frattempo diverse opere fondamentali in altri generi avevano presentato ulteriori sviluppi radicali. Nel 1909 Arnold Schönberg continuava a insistere con armonie sempre più dissonanti e cromatiche nei suoi Cinque pezzi per orchestra op. 16. Dal 1910-1913 Igor Stravinsky presentò le prime dei suoi balletti innovativi e rivoluzionari Petruška e La sagra della primavera (Le Sacre du Printemps). Ravel e Debussy erano al lavoro sviluppando ed eseguendo la loro musica impressionista. Anche se aveva trascorso quasi 30 anni al centro dell'attenzione pubblica, Jean Sibelius trovava che le sue opere ricevevano recensioni negative per la prima volta con la prima della sua Quarta Sinfonia del 1911 e come teorizzato da James Hepokoski, il compositore "cominciava a percepire la propria eclisse come compositore attivamente modernista".
Furono questi eventi a portare forse Sibelius ad un momento critico nella sua carriera, probabilmente costringendolo a scegliere tra cambiare il suo stile per accontentare i desideri più moderni del pubblico o continuare a comporre come meglio sentiva dentro di sé. La prima versione di questa sinfonia manteneva il suo stile orchestrale (sonorità consonanti, linee a fiato in terze parallele, ricco sviluppo melodico, ecc), mentre in seguito cambiò il suo stile strutturale. Hepokoski chiama questo sviluppo strutturale "deformazione della sonata", o il cambiamento e lo sviluppo della sonata per se stessa. Il successo di questo cambiamento si riflette nella popolarità della Quinta Sinfonia fino ai giorni nostri.
La prima versione della Quinta Sinfonia ha ancora molto in comune con la più modernista Quarta Sinfonia in quanto presenta alcuni passaggi bitonali; la versione dal 1919 sembra essere più semplice e classicistica. Sibelius a proposito della sua revisione commentò: "Ho voluto dare la mia sinfonia un altro forma più umana. Più con i piedi per terra, più vivida.".

## Strumentazione
La partitura della sinfonia è scritta per 2 flauti, 2 oboi, 2 clarinetti, 2 fagotti, 4 corni, 3 trombe, 3 tromboni, timpani, ed archi.

## Struttura
Questa sinfonia è insolita nella sua struttura:
1. Tempo molto moderato – Allegro moderato (ma poco a poco stretto) – Vivace molto – Presto – Più Presto (in Mi bemolle maggiore)
2. Andante mosso, quasi allegretto – Poco a poco stretto – Tranquillo – Poco a poco stretto – Ritenuto al tempo I (in Sol maggiore)
3. Allegro molto – Misterioso – Un pochettino largamente – Largamente assai – Un pochettino stretto (in Mi bemolle maggiore)

Tra le sinfonie in più movimenti di Sibelius questa è l'unica dove tutti i movimenti sono in tonalità maggiori.
La forma della sinfonia è simmetrica per quanto riguarda il tempo: il primo movimento inizia in un tempo lento ma finisce con il veloce "scherzo". Il secondo movimento non è né lento né veloce; forma un calmo "intermezzo". Segue poi il terzo movimento che inizia con un tempo veloce ma finisce lentamente. La durata è circa 32 minuti.

### Primo movimento
Sibelius aveva inizialmente previsto che si trattasse di due movimenti separati, ma riuscì a collegare l'introduzione più lenta con la sezione più veloce, "scherzo", tipo valzer, per creare un'unica struttura. Il movimento si apre con un "richiamo del corno", contenente gran parte del materiale musicale dell'opera.
Anche se scritto in Forma-sonata, il primo movimento della Quinta di Sibelius può strutturalmente essere analizzato in molti modi diversi. Molti studiosi di Sibelius, Cecil Gray (1935), Gerald Abraham (1947), Simon Parmet (1955), Robert Layton (1965), e Hepokoski (1993) hanno fra di loro proprie idee individuali e contrastanti per quanto riguarda le divisioni formali del movimento. Essi discutono su punti quali la sua separazione in due movimenti, l'esistenza di due esposizioni, come descrivere funzionalmente lo Scherzo ed Trio e la posizione esatta di inizio della ricapitolazione e della coda.

#### Visioni analitiche discordanti
Gray, il primo musicologo a scrivere sulla struttura della Quinta Sinfonia, non fa menzione della forma-sonata nella sua discussione, ma si riferisce alla presenza di due differenti soggetti che sembra implicare che egli sente il movimento come una forma-sonata. Abraham è uno dei primi ad analizzare il lavoro in termini di forma-sonata ed ovviamente presenta come gli sembra più opportuno dove ogni sezione inizia e perché. Dimostra che il lavoro si apre con una doppia esposizione, ciascuna con un gruppo distinto di materiale A e B, poi si sposta nello sviluppo musicale di questo materiale. Egli spiega che la sezione melodica inizia distintamente a partire dall'Allegro moderato dato che lo Scherzo ed il Trio sono utilizzati come sostituti per la seconda metà dello sviluppo. Tuttavia, Layton non è d'accordo con Abraham e considera lo Scherzo come l'inizio della ricapitolazione.
La maggior parte dei musicologi era d'accordo con questa analisi formale fino a quando la ricerca di Hepokoski, pubblicata nel suo testo del 1993 Sibelius: Symphony No. 5, offrì un'interpretazione del tutto diversa. Egli spiega che la Sinfonia può essere analizzata solo in termini di ciò che egli ha chiamato "modulo di rotazione.", egli mantiene le stesse sezioni divisionali del movimento, Doppia esposizione, Scherzo, e ricapitolazione, ma ha creato un nuovo vocabolario per la sua analisi. Hepokoski mostra come Sibelius permette al materiale stesso di determinare la forma in molte delle sue opere, sviluppandola a seconda della necessità della musica e non da una forma pre-ordinata come nei secoli XVIII e XIX. Da qui, Sibelius utilizza una forma di rotazione circolare o strofa, che passa attraverso le varie sezioni del materiale, sviluppandola ulteriormente in ogni rotazione. Attraverso questo Hepokoski mantiene la collocazione generale di cambiamenti sezionali, come descritto dai musicologi precedenti e concorda sul fatto che il movimento può grossomodo essere analizzato in forma sonata.

##### Fusione di movimenti
Il primo punto di analisi in cui i musicologi furono in disaccordo, fu su come confrontare la evidente divisione del primo movimento della Sinfonia n 5 in due parti. Infatti, nelle prime due versioni dell'opera Sibelius aveva raggruppato la sua sinfonia in quattro movimenti, con la sezione Allegro moderato, di quello che è ora il primo movimento, separata per formare lo Scherzo. Nella versione finale del 1919, il carattere cambia, a questo punto, con quello che Gray descrive come "una diversità superficiale e indipendenza dell'uno dall'altro". I Musicologi precedenti come Parmet analizzavano il movimento come due parti separate, mentre Gray sottolineava la separazione di queste sezioni pur riconoscendo la loro coesistenza in un unico movimento. Pensavano questo a causa dell'evidente cambiamento di tempo da 12/8 a 3/4. Inoltre, dopo questo cambiamento di tempo, dove le lettere delle ripetizioni avrebbero dovuto continuare dalla N alla fine dell'alfabeto, tornano alla A, mostrando quindi in quel punto, l'evidente segno dell'inizio di un nuovo movimento.
In tempi recenti tuttavia più di un musicologo è in disaccordo con questa separazione in due movimenti, poiché entrambe le sezioni si basano sullo stesso materiale ed in combinazione consentono l'analisi nella forma sonata. Abraham cita come precedente la fusione di queste sezioni nella Sinfonia n. 2 e Sinfonia n. 3 di Sibelius, dove i movimenti Scherzo e Finale erano stati combinati in uno unico. Anche nelle note si vede l'origine di questa fusione. Anche se vi è un cambiamento di ritmo alla misura 114, il tempo e la divisione complessiva della battuta non cambiano: quattro misure di 3/4 dell'Allegro moderato corrispondono ad una misura della sezione precedente. L'accelerando graduale, che comincia alla fine (il culmine) dell'apertura Tempo Molto moderato e che conduce all'Allegro moderato Scherzo, continua senza interruzioni fino alla fine del movimento; anzi, senza avere una partitura, è difficile per l'ascoltatore individuare esattamente dove inizia la sezione Scherzo. Molto importante, l'evidente uso e sviluppo degli stessi materiali dappertutto, indicano che questo è effettivamente un unico movimento. In realtà, Sibelius molto probabilmente pensava ad esso come ad un unico movimento visto e considerato che pubblicò ed eseguì il primo movimento della sua versione finale del 1919 senza interruzione.

##### Doppia esposizione
Il secondo punto sul quale i musicologi hanno discusso riguardo al primo movimento della sinfonia è l'esistenza di due esposizioni. La sinfonia ha inizio con i dolci richiami dei corni, il primo corno suona ciò che diventa il materiale principale del gruppo A, mentre gli altri suonano note lunghe di seguito. La musica ha il suo carattere ritmico ( "lungo-corto-corto-lungo") ed è centrata su un intervallo di quarta perfetto. Questo primo tema continua nei corni e nei fagotti, mentre sempre più la musica è sviluppata dai legni che suonano sedicesimi, in parallelo al terzo movimento fino a quando il secondo tema viene presentato e finalmente prende il sopravvento nella misura 9. Si è convenuto che il gruppo B inizia alla misura 18. A questo punto si sente un terzo tema nei legni - anche questo, come il primo tema, costruito sulla quarta perfetta d'intervallo, ma questa volta con il ritmo definito "corto-lungo-corto" - con accompagnamento del tremolo negli archi. Alla misura 28 entra anche il quarto tema in sol maggiore e distinto dal suo doppio (uguale) dalla suddivisione del battito nei corni e negli strumenti a fiato come una progressione di accordi, tipo una corale. Questa esposizione si conclude con il ritorno del terzo tema, ora ritmicamente in diminuzione e melodicamente circolare, scomparendo in un ripensamento.
Hepokoski ritiene importante sottolineare che ci si aspetterebbe che la fine di una esposizione venga con una netta cadenza nella nuova chiave, in questo caso sol maggiore. Tuttavia, mentre il terzo tema svanisce viene sostituito nella misura 36 dal primo tema del gruppo A, qui ancora in sol maggiore. Anche se questa sezione successiva procede in una chiave inaspettata - sol maggiore per poi cambiare di nuovo in mi bemolle tonico nella misura 41 - Abraham e Layton la considerano entrambi come fosse una seconda o una "contro"  esposizione, equivalente alla ripetizione della esposizione del XVIII secolo. Entrambi si riferiscono alla ricorrenza dei due gruppi A e B, quasi nella loro interezza, sebbene qui siano usati per enfatizzare la tonica.
Hepokoski non è d'accordo con questa analisi e utilizza invece la terminologia forma di rotazione per parlare di queste due sezioni rispettivamente come "Rotazione 1, battute 3-35 (dichiarazione referenziale: 'spazio espositivo')" e "Rotazione 2, battute 36-71 (rotazione complementare/'esposizione di sviluppo') ". Lo basandosi sulla scelta di chiavi fatta da Sibelius e l'inclusione di caratteristiche di sviluppo che vengono utilizzate per condurre verso il culmine del movimento. Innanzitutto, mentre il gruppo A-della prima rotazione non contiene l'accompagnamento, il gruppo A della seconda rotazione contiene l'accompagnamento col tremolo degli archi. In secondo luogo, la chiave cambia molto prima di quanto in precedenza. Nella misura 41 Sibelius risale al Mi bemolle maggiore, mentre è ancora nel mezzo del gruppo A e conclude questa sezione di esposizione in questa chiave tonica come nessuna forma sonata farebbe. Infine è il grado in cui si sviluppa il secondo tema nei legni. Qui la serie dei sedicesimi si ode prima e diventa molto più lunga di prima. Questa sezione si conclude proprio come fa la precedente con il terzo tema in diminuzione che scompare nel nulla, senza cadenza negli archi e fiati. Quello che segue è una sezione di sviluppo (o quello che chiama Hepokoski rotazione 3) basata sulla transizione insignificante che anticipa l'ingresso dei violini prima del gruppo B nella prima esposizione. Questo è seguito dallo sviluppo dell'idea musicale del gruppo B che è riportato come un cambiamento di umore dal Largamente della misura 92.

##### Scherzo
All'Allegro moderato nella misura 114, la musica cambia e la seconda metà del movimento inizia in stile Scherzo. Anche se tutti i musicologi parlano di questa sezione come di uno Scherzo, Abraham e Preston Stedman lo considerano come una continuazione dello sviluppo. Questo ha creato un altro punto in cui musicologi sono in disaccordo sull'analisi strutturale del movimento. Il nuovo tema melodico che pervade la prima metà dello Scherzo è ingegnosamente sviluppato dal materiale del secondo tema del gruppo A, ancora basato su materiale del primo tema. Queste note in sedicesimo agiscono come un supporto per questo nuovo tema. Sebbene prima fossero statiche, si potrebbe quasi credere che lo fossero state sempre allo scopo di trasformarsi in questa nuova idea musicale. Il ritorno alla chiave di si bemolle maggiore nella misura 158 (prova la lettera B), mentre lo Scherzo continua a sviluppare lo stesso materiale.
Come ogni Scherzo tradizionale, Abraham spiega che anche questo ha una sezione trio che inizia alla misura 218 (prova la lettera D). Questo inizia in Mi bemolle maggiore con una apparentemente nuova e distintiva melodia della tromba (mentre i timpani rinforzano il ritmo), anche se cambia rapidamente al si maggiore (fagotto e corni). Questa sezione è caratterizzata da questo nuovo materiale melodico, che sviluppa ciò che è stato ascoltato in precedenza ed è anche strettamente legato al materiale del gruppo A. Questa sezione può anche essere considerata uno spazio di sviluppo dato che questa melodia pervade l'orchestra quasi come fosse una fuga. Altri musicologi hanno analizzato queste sezioni Scherzo e Trio in modo molto diverso.

##### Ricapitolazione
Il punto più controverso dai musicologi è l'inizio della ricapitolazione. Hepokoski sottolinea questa ambiguità all'inizio della sua analisi, come conseguenza di una "deformazione della Sonata". Abraham spiega che la ripetizione dello Scherzo dopo la conclusione del Trio nella misura 298 funge anche da ricapitolazione del movimento. Questa sezione è ancora molto simile allo Scherzo, ma si basa su materiale trasformato del gruppo A. Nella misura 274 (prova la lettera G), la chiave ritorna al si bemolle maggiore. Anche la struttura cambia mentre la melodia svanisce ed i violini iniziano un lungo tremolo in crescendo, simile alla struttura delle semicrome dei legni del secondo tema. In qualche modo questo cambiamento di chiave agisce come un ritorno indietro alla sezione principale dello Scherzo. Stedman aggiunge un chiarimento all'analisi di Abraham, che questo ritorno alla Scherzo agisce come una ricapitolazione alla struttura generale della forma sonata. Questo si può vedere alla misura 324, con il sorgere di una quarta perfetta nel motivo dei violini, il gruppo A si afferma ancora una volta in una nuova forma nella tonalità di base di Si bemolle. Questa idea musicale si muove in tutta l'orchestra sempre in aumento e si sviluppa in una figura di quarto di nota arpeggiata staccata che dalla misura 401 (prova la lettera L) prende il sopravvento completamente, lasciando il materiale precedente alle spalle. Nella misura 471 (prova la lettera O) la seconda metà della ricapitolazione di Abraham inizia con la suddivisione doppia del tema del gruppo B, ancora in Si bemolle maggiore.
Layton non è d'accordo con l'analisi di Abraham dicendo che la ricapitolazione inizia nella misura 114 con l'inizio della prima sezione dello Scherzo. Egli spiega che "pur non negando il carattere Scherzo-di molti episodi nella seconda metà del movimento, non vi è dubbio che quello che fa in realtà corrisponde a grandi linee alla ricapitolazione normale nella forma sonata". Egli cita il ritorno alla tonica in Si bemolle nella misura 159 (prova la lettera B) e la chiara origine del materiale del gruppo A sia per lo Scherzo e il Trio.
Hepokoski adotta un approccio completamente diverso per la ricapitolazione. In primo luogo, egli considera strutturalmente lo Scherzo e la ricapitolazione attraverso la conclusione del movimento essere tutti parte della quarta e ultima rotazione che egli chiama "Rotazione 4, battuta 106-586 ( 'Scherzo'; 'spazio riassuntivo')". Quando definisce la posizione della ricapitolazione all'interno di questa rotazione, non è in grado di dare uno specifico numero di misura perché essa entra in un modo sfalsato. Egli dimostra che "le quattro che definisce caratteristiche 'riepilogative", cioè tema, tempo, carattere Scherzo, e il 'colore tonico', sono fissati in posizione non contemporaneamente, ma uno dopo l'altro. "Il ritorno del "tema" avviene alla misura 106 con l'idea musicale del gruppo A sentito negli ottoni, con sopra i legni in sedicesima. Cosa intenda per "Tempo" e "carattere Scherzo" è l'accelerando nella sezione Allegro moderato in 3/4. Infine egli mostra come il "colore tonico" ritorni nella misura 158 (prova la lettera B), mettendo in campo tutti gli elementi della ricapitolazione. Con l'entrata della sezione Trio, la ricapitolazione viene messa in attesa fino al ritorno dello Scherzo.

##### Coda
Infine, ancora un vivace dibattito circonda l'inizio della coda: se inizia alla misura 507 al Presto o alla misura 555 al Più Presto, come considerato rispettivamente da Abraham e Hepokoski. Un punto di partenza altrettanto plausibile è la misura 497 (6 prima della Q), alla fine della dichiarazione finale del tema accordale a ritmo doppio del gruppo B (che inizia alle misure 487, lettera P), con la sua dichiarazione del trombone FFF sincopata delle prime quattro note in crescendo del gruppo A (con cui inizia il lavoro) e l'inizio del pedale in Mi bemolle che continua fino alla fine del movimento. Questa intera sezione finale corre in arpeggi di un quarto di nota verso la conclusione, rendendo così difficile individuare la posizione esatta di inizio della coda.

### Secondo movimento
Questo tranquillo movimento è una serie di variazioni sul tema del flauto, che si ascolta all'inizio dei violini, suonati pizzicato con gli strumenti a fiato che cinguettano per creare una sensazione allegra.

### Terzo movimento
Questo movimento inizia con una rapida melodia degli archi, suonata tremolando. Dopo questo si sviluppa un motivo ondeggiante in triplo tempo che inizia nei corni, che si dice sia stato ispirato dal verso dei cigni; il 21 Aprile 1915, vedutone uno stormo alzarsi in volo, il compositore riporta nel suo diario "Una delle più grandi esperienze della mia vita! Dio, che meraviglia.".
 Sia questo che il motivo si sviluppano fino a quando nella parte finale il motivo ritorna maestosamente nella tonalità iniziale. La sinfonia si conclude con una delle più originali idee di Sibelius (e non compresa nella versione originale): i sei accordi sfalsati della cadenza conclusiva.

## Nella cultura di massa
Il motivo della 'chiamata dei cigni' è stato appropriato per un certo numero di motivi popolari, sebbene alcuni presunti "prestiti" sono troppo lievi o troppo approssimativi per non essere altro che somiglianze casuali (ad es. "Popsicles and Icicles" dei The Murmaids (1963); "On My Own" dei Peach Union (1996), e la canzone "Stories" da "La bella e la bestia: Il Natale incantato") di Disney. Citato anche nel finale di "Beach Baby" dei The First Class (1974); "Since Yesterday" di Strawberry Switchblade (1984); "I Don't Believe in Miracles" di Sinitta (1988), e "Oh What A Life" dei Play People (2008).  Più di recente il tema è apparso  – poco appariscente – in "On Melancholy Hill" dei Gorillaz. L'apertura del primo movimento è citato in apertura di A Love Supreme di John Coltrane. Si ritiene che Coltrane non citasse direttamente Sibelius, ma Leonard Bernstein di On the Town che, a sua volta, ha citato la sinfonia. Questo pezzo appare anche come musica di scena nel breve soggetto del 2012 Stella interpretato da Ruth Jones.